# دهستان کجید
دهستان کجید نام دهستانی در بخش رانکوه شهرستان املش، استان گیلان در ایران است. براساس سرشماری مرکز آمار ایران در سال ۱۳۸۵، جمعیت آن ۹۰۳ نفر (۳۰۷ خانوار) بوده‌است.